# حاتم فر
حاتم فر (انگلیسی: Hatim Far؛ زادهٔ ۱۶ فوریهٔ ۲۰۰۲) بازیکن فوتبال است.